# Salea horsfieldii
Espèce
Synonymes
- Calotes hirsutus Duméril, 1851
- Calotes trispinosus Duméril, 1851
- Mecolepis sulcatus Duméril, 1851

Statut de conservation UICN

 LC  : Préoccupation mineure
Salea horsfieldii est une espèce de sauriens de la famille des Agamidae.

## Répartition et habitat
Cette espèce est endémique des Ghats occidentaux en Inde. Elle se rencontre dans les Nilgiri Hills et les Palni Hills. On la trouve à des altitudes allant de 1 600 à 2 500 m.
Elle vit dans les forêts humides de montagne, on la trouve aussi dans les plantations de thé.

## Étymologie
Cette espèce est nommée en l'honneur de Thomas Horsfield.

## Publication originale
- Gray, 1845 : Catalogue of the specimens of lizards in the collection of the British Museum. p. 1-289 (texte intégral).